# 朱邪執宜
朱邪執宜（?—?），沙陀人。朱邪盡忠之子。

## 生平
800年左右，回纥攻占凉州，吐蕃以沙陀驻地靠近凉州，试图将其再次迁往黄河以西的高原地区。809年，沙陀不愿西迁，朱邪尽忠率全体部众投奔唐朝。吐蕃追杀，沙陀人且战且走，三万人中仅剩下两千人到达灵州（今宁夏吴忠），朱邪尽忠亦战死，其子朱邪执宜继位。朔方灵盐节度使范希朝将他们安定在盐州（今宁夏吴忠市盐池县），任命朱邪执宜为阴山都督府兵马使，招纳旧部。朱邪执宜去世后，子朱邪赤心继位。

## 追尊
朱邪执宜曾孙李存勗建立后唐，追尊朱邪执宜为懿祖昭烈皇帝，陵號为永光陵（永兴陵）。